# Reidgotaland
 (juillet 2025).

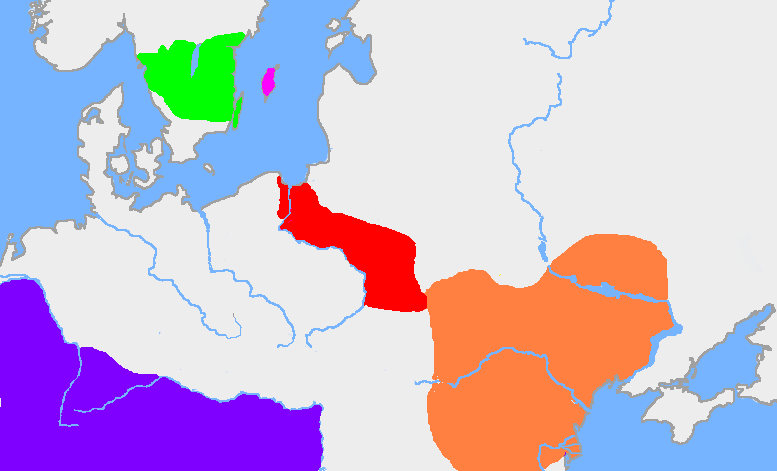
L'ancienne région du Reidgotaland est indiquée en rouge, en orange, en rose et en vert.

Le Reidgotaland (en vieux norrois : Hreidgotaland ou Hreiðgotaland) est un vaste territoire situé en Europe orientale et peuplé initialement par les tribus Goths. Les sagas nordiques citent ce territoire ainsi que les poèmes widsith dans la littérature vieil-anglaise. 

## Étymologie
Hreiðgotaland est composé des mots "hreið" : grand, beau, noble ; Gota : Goths et Land : terre.

## Géographie
Selon les indications fournies par l'encyclopédie nordique Nordisk familjebok, le territoire du Reidgotaland varie selon les sources. Le Reidgotaland englobe le Götaland, l'île du Gotland en mer Baltique, le territoire de la Scandza, le vaste territoire des Ostrogoths situé en Europe orientale, Le Jutland, le Danemark, l'Östergötland et la Suède.

## Sources
Plusieurs sagas citent le territoire du Reidgotaland, notamment la saga de Hervor et du roi Heidrekr, l'Edda de Snorri écrite par Snorri Sturluson et dans l'ancienne littérature anglo-saxonne des widsith.